# Medb
Medb, o també Maeve i Maëve, és l'adaptació anglesa del nom gaèlic Mebdh, o Meadhbh, de la reina de Connacht en la mitologia irlandesa, en què, originàriament, era considerada una deïtat i apareix sobretot en el poema èpic de La Tain Bo Cuailnge, encara que més tard, durant l'adaptació dels mites al catolicisme, la figura va ser canviada pel d'una simple reina mortal.
El nom de Megdh significa 'la que està embriaga' i pot estar relaciot, a per la seva similit,ud amb la paraula en anglès Mead, usada pea r designar el vi de mel. En la mitologia grega, existeix una figura similar, Dionís, déu del vi i protector de la natura, que va ser posteriorment assimilat per la mitologia romana com a Busco.